# Joseph Alzin
Joseph Alzin (Parijs, 18 december 1893 - Marseille, 2 september 1930) was een Luxemburgs gewichtheffer.
Alzin nam tweemaal deel aan de Olympische Spelen: die van 1920 in Antwerpen en die van die van 1924 in Parijs. Bij de Spelen van 1920 behaalde hij een zilveren medaille. Dit was de allereerste Luxemburgse medaille op de Olympische Spelen ooit.

## Olympische Zomerspelen
| Jaar | Plaats    | Resultaten         |
| ---- | --------- | ------------------ |
| 1920 | Antwerpen | zwaargewichten     |
| 1924 | Parijs    | DNF zwaargewichten |